# Dicamixus brasiliensis
Dicamixus brasiliensis là một loài tò vò trong họ Ichneumonidae.